# 広電廿日市駅
広電廿日市駅（ひろでんはつかいちえき）は広島県廿日市市廿日市二丁目にある広島電鉄宮島線の駅である。駅番号はM31。

## 歴史
1923年（大正12年）に己斐町駅から草津町駅までの区間が開通した宮島線は、1924年（大正13年）にさらに路線を延伸させた。当駅はこの延伸に際し、路線の終点として開業した駅である。駅名については当初、近くの山に天満宮が祀られていたことから天神下駅と命名される予定であったが変更され、廿日市町駅（はつかいちまちえき）として開業した。開業の翌年には当駅からさらに路線が延伸し、地御前まで開通。路線が全通したのは1931年（昭和6年）のことであり、当駅は全通と同じ日に電車廿日市駅（でんしゃはつかいちえき）とその名を改めている。
宮島線は全線複線にて開通したが、太平洋戦争下の1944年（昭和19年）には当駅から電車宮島駅までの区間で下り線のレールが撤去され単線に変更された。これは当時広島市内で建設中だった皆実線用のレールを資材不足の中調達する必要があったためで、利用者が比較的僅少であった同区間のレールを流用することで皆実線は同年末の開通へとこぎつけている。線路は戦後の1950年（昭和25年）に複線へと戻された。1961年（昭和36年）には、国鉄（当時）廿日市駅と区別するため駅名が広電廿日市駅に変更される。
1960年代、70年代には上り線ホームに面して側線があった。
開業以来、駅には木造駅舎が併設されていたが、駅前の整備事業によりホームが移設されることを受けて2012年（平成24年）に解体された。解体前の同年9月には駅舎の「さよならイベント」が有志により執り行われた。駅前の整備事業は北にある廿日市駅周辺地区の再開発に合わせて進行し、翌2013年（平成25年）8月には駅南側にロータリーが完成。ホームは約50メートル東に移され、新たに待合室が設けられた。

### 年表
- 1924年（大正13年）4月6日：宮島線の草津町 - 廿日市町間が開通し、廿日市町駅として開業[5][14]。駅舎が設置される[15]。
- 1925年（大正14年）7月15日：宮島線の廿日市町 - 地御前終点間が開通[5][16]。
- 1931年（昭和6年）2月1日：電車廿日市駅に改称[5]。
- 1944年（昭和19年）7月21日：皆実線敷設のため、電車廿日市 - 電車宮島間の下り線を撤去し、当駅以西が単線となる[5]。
- 1950年（昭和25年）7月24日：宮島線全線複線に戻る[5]。
- 1961年（昭和36年）6月1日：広電廿日市駅に改称[5]。
- 1981年（昭和56年）1月31日：ホームを改良[17]。
- 1988年（昭和63年）5月15日：朝ラッシュ時を除き、無人駅となる[18]。
- 1999年（平成11年）8月17日：朝ラッシュ時の当駅折り返し電車の設定が廃止となる[19]。
- 2004年（平成16年）4月：定期券窓口での常備券の取扱いを終了。
- 2005年（平成17年）12月1日：定期券窓口を閉鎖[20]。
- 2009年（平成21年）10月26日：ダイヤ改正により、平日ダイヤを中心に土曜ダイヤ・休日ダイヤにも朝ラッシュ時の折り返し電車が再び設定される。
- 2012年（平成24年）
  - 9月8日：旧駅舎のさよならイベントが開催される[10][11]。
  - 10月15日：旧駅舎の解体および新駅の工事作業が開始。
- 2013年（平成25年）
  - 8月：駅南側にロータリーが新設される[12]。
  - 12月2日：廿日市さくらバス東循環佐方ルートが乗り入れ開始。同時に待合室も利用が開始される。
- 2022年（令和4年）3月22日：広島駅前発広電宮島口駅行きの終電が当駅までに短縮される。

## 駅構造
2面2線の地上駅。路線の起点から見て左側に広電宮島口駅方面へ向かう下りホーム、右側に広電西広島（己斐）駅方面へ向かう上りホームがある。
駅構内は全面バリアフリーとなっており、南口（下りホーム側）にはトイレと待合室が設置されている。待合室は鉄骨平屋で、壁面には廿日市市内で産出した杉材を使用する。駅の南北には無料の駐輪場が設置されている。
山陽女学園前駅寄りの線路にはポイントがある。
2012年までは駅舎が存在した。板張りと漆喰の壁、黒瓦の屋根を備えた木造平屋の駅舎で、開業から戦前の改修工事を経て88年間にわたり使用された。広島電鉄で最後まで残された木造駅舎で、窓口業務が2005年に終了した後も出札窓口や改札口は往時のまま残されていたが、駅周辺の整備事業に伴い解体。解体前に開催されたさよならイベントでは写真パネルが展示され、記念の入場証明券が発行された。

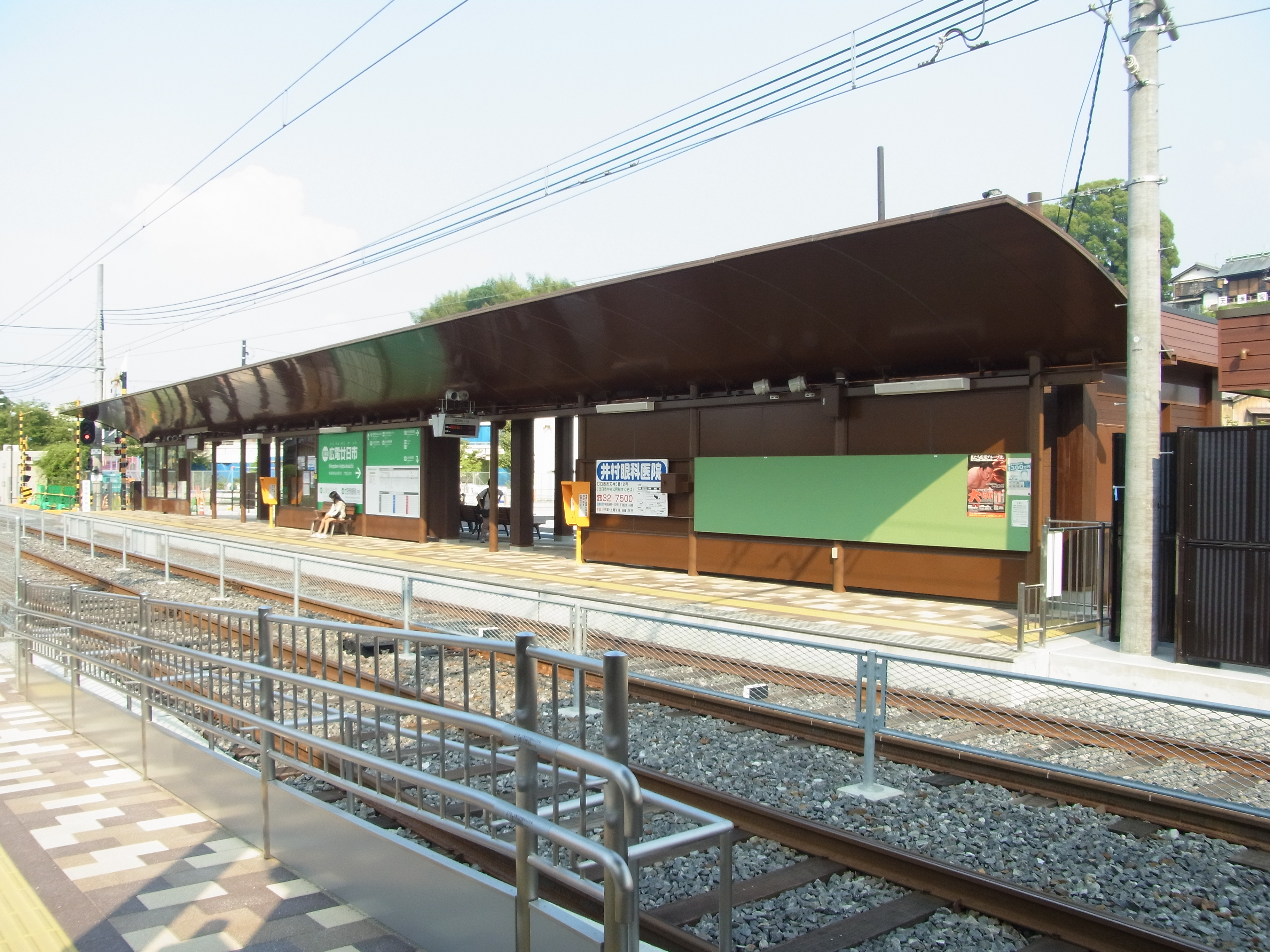
宮島口方面ホーム
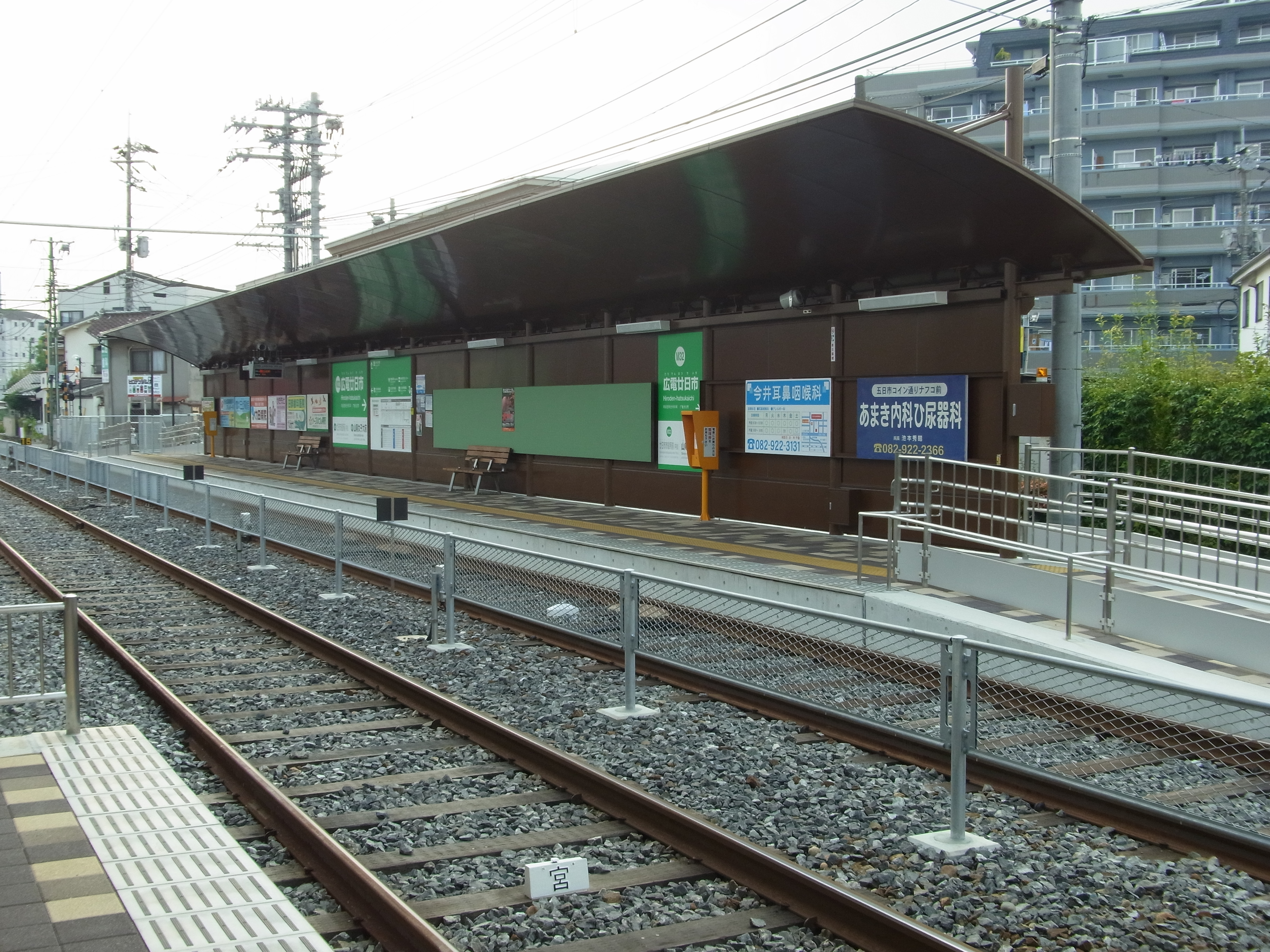
西広島方面ホーム
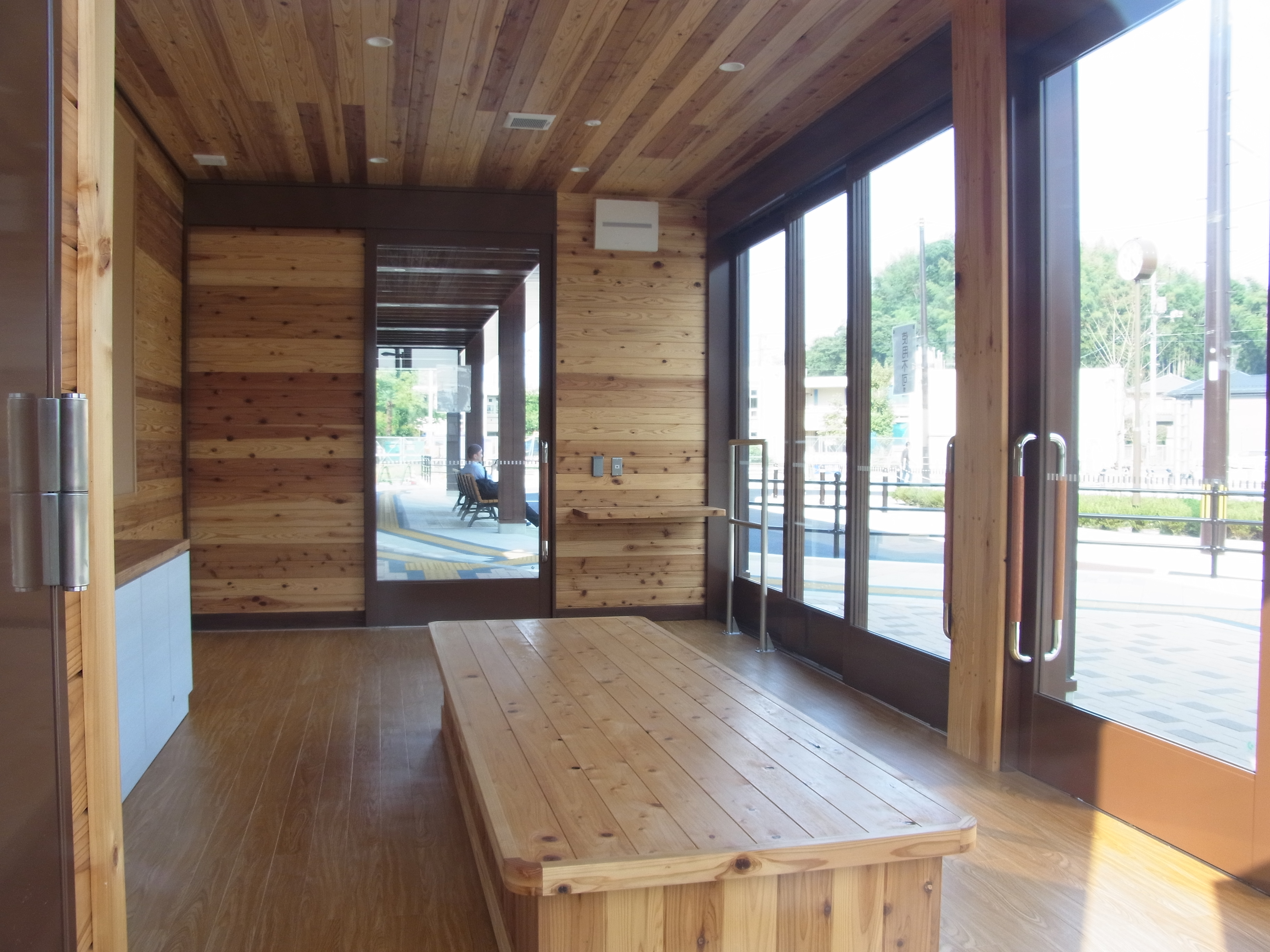
待合室
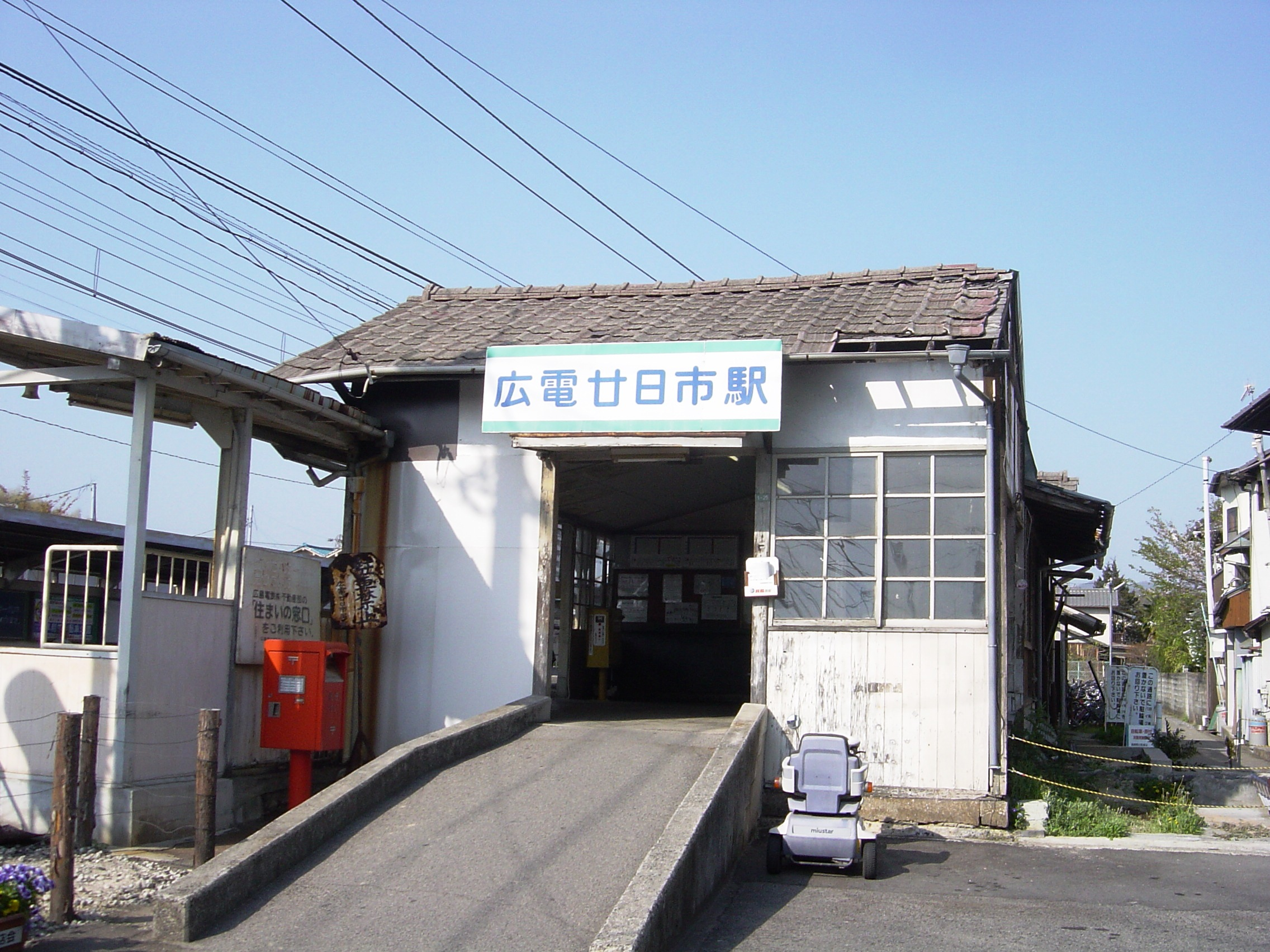
旧駅舎（2005年）
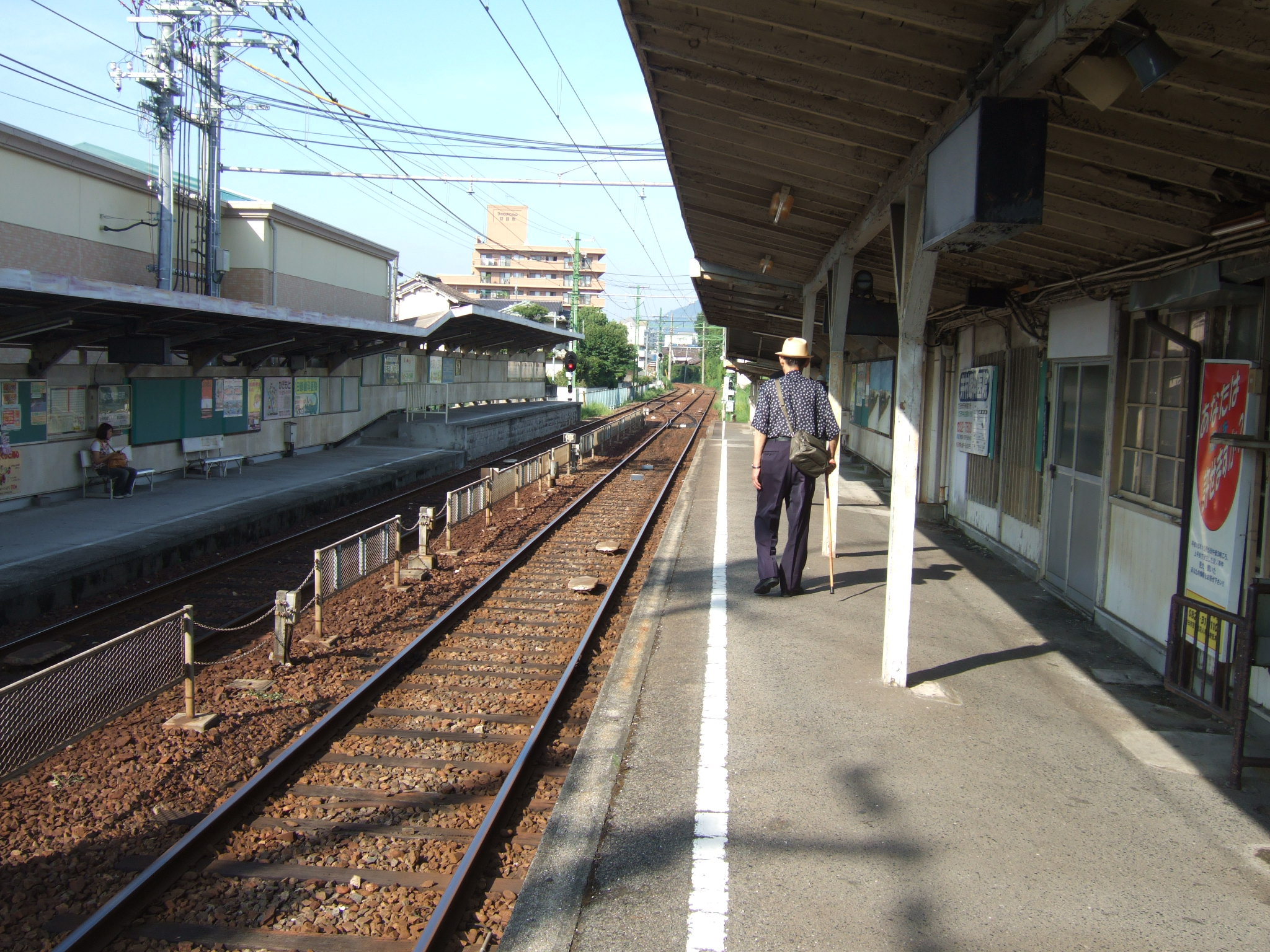
旧ホーム。左側が西広島方面（2009年）
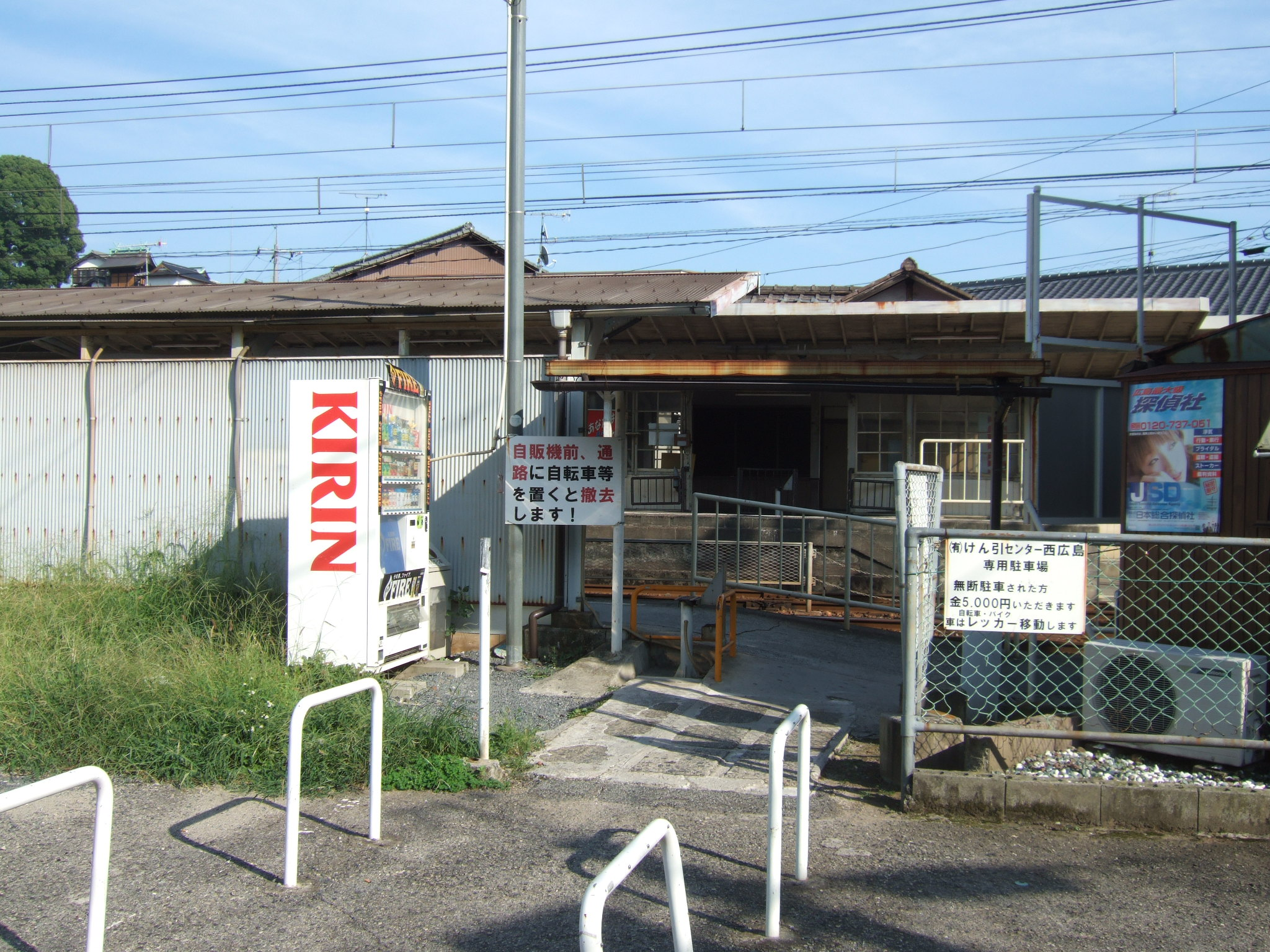
旧駅北入口（2009年）

## 廿日市変電所
当駅の上りホーム裏には広島電鉄の廿日市変電所がある。廿日市変電所はもともと駅の北側、広電西広島方向に150メートルほどの線路沿いにあり（北緯34度21分27.5秒 東経132度20分14.4秒 / 北緯34.357639度 東経132.337333度）、宮島線が開業した1922年（大正11年）8月より宮島線の電車に電力を供給してきた。開業当初は宮島線の己斐町駅 - 草津町駅間に給電し、以後宮島線の延伸に合わせてその範囲を広げ、1931年（昭和6年）2月には宮島線全線へ給電するようになった。1945年（昭和20年）8月6日に広島に原爆が投下された際、広島市内を走る広島電鉄の路面電車が壊滅的な被害を受けながらも早期に運転を再開することができたのは、廿日市変電所が爆心地より15キロメートルほど離れた郊外にあって大きな被害を受けなかったからである。廿日市変電所からの送電によって、市内電車は被爆から3日後には一部区間で運転を再開させることができた。
煉瓦造の変電所は1922年の開設以来長きにわたり使用されたが、老朽化が進んだことにより2009年（平成21年）に解体され、跡地は駐車場となった。上りホーム裏にある新しい変電所は旧来の変電所の解体に先んじて2008年（平成20年）3月より稼働を開始している。

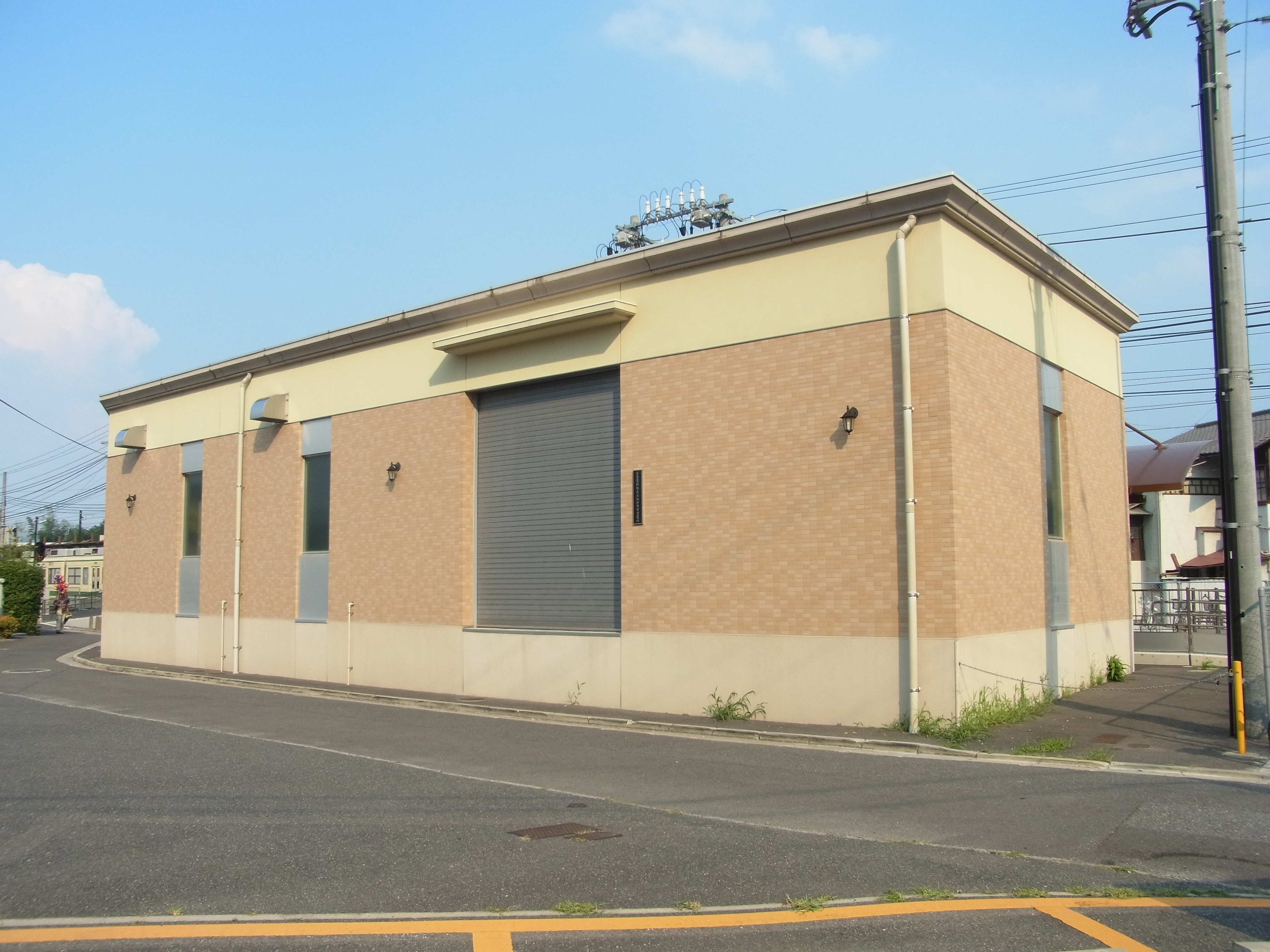
変電所
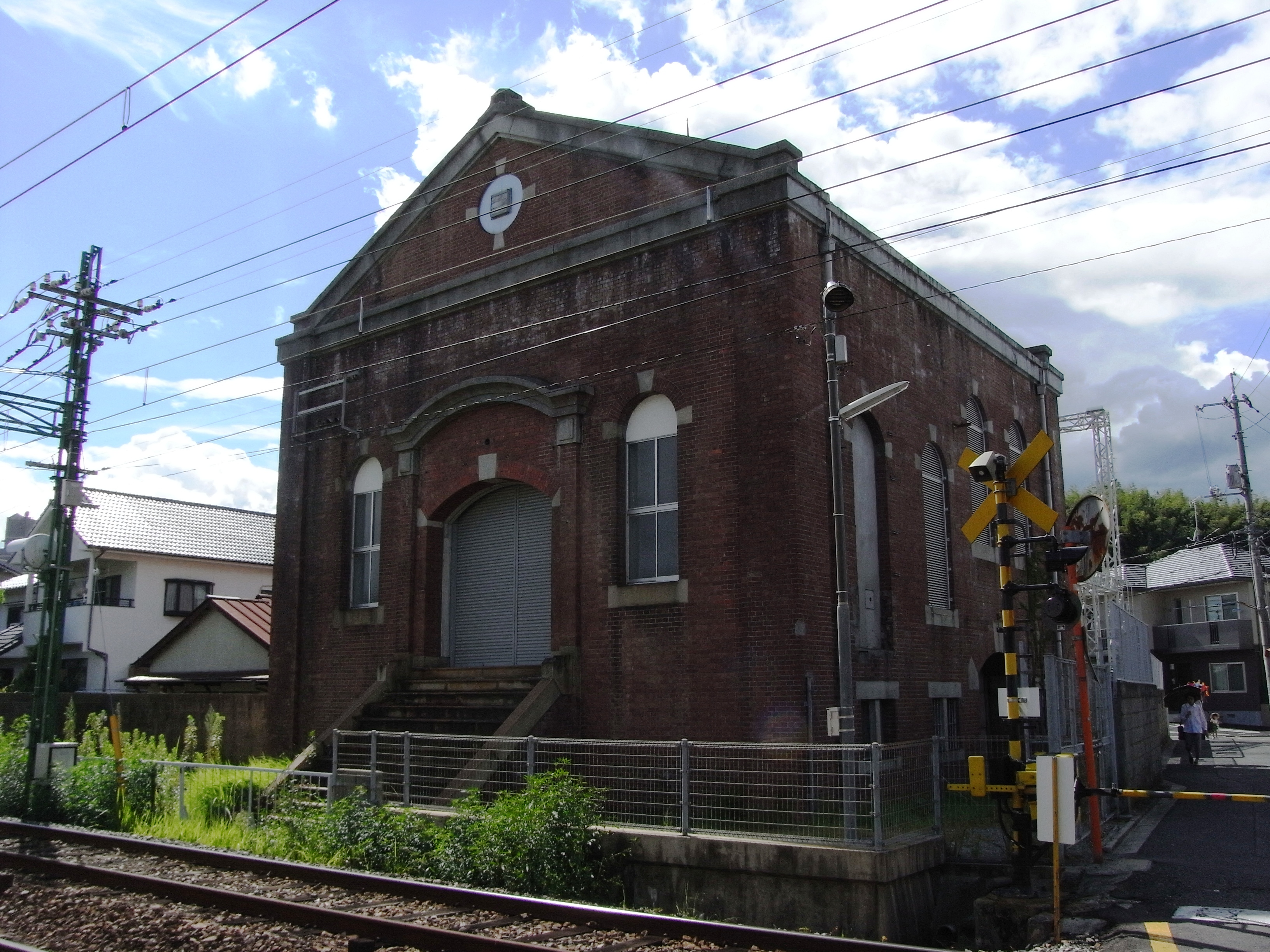
旧変電所（2008年）

## 利用状況
「廿日市市統計書」または「移動等円滑化取組報告書（鉄道駅）」によると、近年の1日平均乗降人員は以下の通りである。
| 年度                | 1日平均 乗降人員 |
| ------------------- | ---------------- |
| 1994年（平成06年）  | 2,805            |
| 1995年（平成07年）  | 2,717            |
| 1996年（平成08年）  | 3,065            |
| 1997年（平成09年）  | 2,802            |
| 1998年（平成10年）  | 2,701            |
| 1999年（平成11年）  | 2,714            |
| 2000年（平成12年）  | 2,465            |
| 2001年（平成13年）  | 2,603            |
| 2002年（平成14年）  | 2,649            |
| 2003年（平成15年）  | 2,710            |
| 2004年（平成16年）  | 2,511            |
| 2005年（平成17年）  | 2,529            |
| 2006年（平成18年）  | 2,548            |
| 2007年（平成19年）  | 2,619            |
| 2008年（平成20年）  | 2,651            |
| 2009年（平成21年）  | 2,638            |
| 2010年（平成22年）  | 2,777            |
| 2011年（平成23年）  | 2,943            |
| 2012年（平成24年）  | 3,002            |
| 2013年（平成25年）  | 2,952            |
| 2014年（平成26年）  | 3,105            |
| 2015年（平成27年）  | 3,148            |
| 2016年（平成28年）  | 3,244            |
| 2017年（平成29年）  | 3,376            |
| 2018年（平成30年）  | 3,455            |
| 2019年（令和 元年） | 3,544            |
| 2020年（令和02年）  | 2,884            |
| 2021年（令和03年）  | 2,925            |
| 2022年（令和04年）  | 3,116            |

## 駅周辺

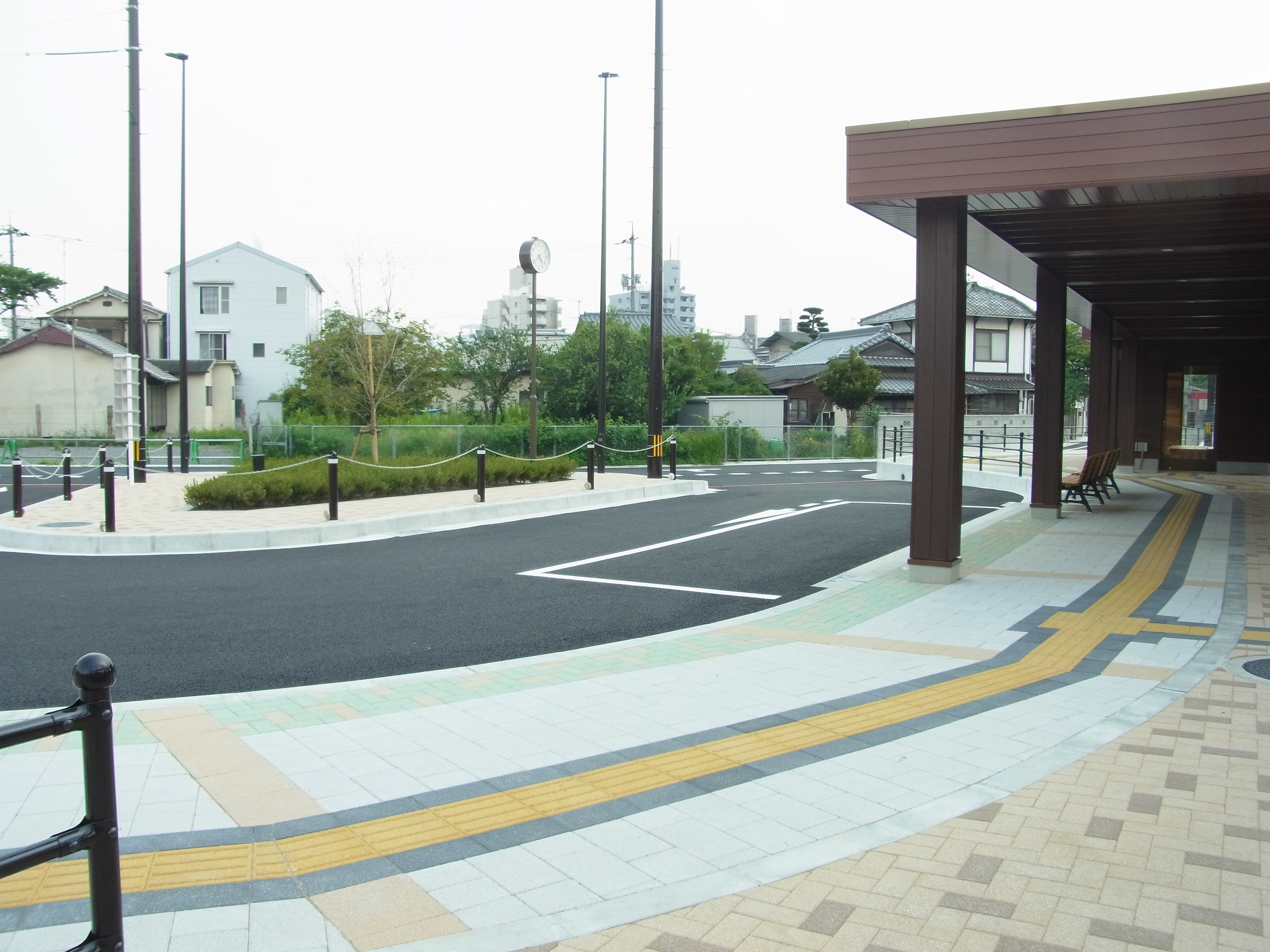
南口ロータリー

南口には周辺道路に接続するロータリーが整備され、自動車の乗り入れが可能となっている。
付近は住宅街であり、北へ徒歩5分の距離には西日本旅客鉄道（JR西日本）山陽本線の廿日市駅がある。当駅は市名と同じ「廿日市」を名乗ってはいるが、行政機関などが集まる市の中心部へは隣の廿日市市役所前（平良）駅のほうが近い。南にしばらく行くと国道2号があり、店舗が立ち並ぶ。さらに南下すると瀬戸内海が見える。海沿いは工業地帯となっている。
- 廿日市港
- 木材港
- 廿日市警察署
- 廿日市市立廿日市小学校
- 中央市民センター
- 廿日市天満宮
- サクラオブルワリーアンドディスティラリー

### 路線バス
廿日市市が運行するコミュニティバス「廿日市さくらバス」の停留所がロータリーに設けられている。
- 廿日市さくらバス[25]
  - 佐方ルート 佐方・月見台団地方面経由、ゆめタウン廿日市、廿日市市役所前駅行き

## 隣の駅
広島電鉄
■宮島線
山陽女学園前駅 (M30) - 広電廿日市駅 (M31) - 廿日市市役所前（平良）駅 (M32)